# Ernst Bierei
Ernst Hugo Bierei (* 9. Mai 1882 in Kerspleben; † nach 1958) war ein deutscher Agrarwissenschaftler.

## Leben
Ernst Bierei studierte nach dem Abitur in Erfurt Landwirtschaft an der Universität Jena. 1900 wurde er Mitglied des Corps Agronomia Jenensis. Nach der landwirtschaftlichen Diplomprüfung ging er im Wintersemester 1908/09 an die Universität Bern, wo er zum Ende des Jahres 1909 zum Dr. phil. promoviert wurde. Zunächst wissenschaftlicher Hilfsarbeiter bei Friedrich Aereboe, wurde er Rittergutsbesitzer und praktischer Landwirt. Von 1926 bis 1930 war er erster Direktor und Dozent für Landwirtschaftliche Betriebslehre des Albrecht-Thaer-Seminars in Celle. Anschließend war er Direktor des Thünen-Instituts in Rostock.
Bierei verfasste zahlreiche Schriften zu landwirtschaftlichen Themen. In dem von Franz Honcamp 1931 herausgegebenen zweibändigen Werk „Handbuch der Pflanzenernährung und Düngerlehre“, das fast dreißig Jahre lang das maßgebende Standardwerk der pflanzlichen Agrikulturchemie war, schrieb er das Kapitel „Die Anwendung der künstlichen Düngemittel“ und sechs Kapitel zur Düngung der landwirtschaftlichen Kulturpflanzen.

## Schriften
- Die Bewegung der Arbeitslöhne in der deutschen Landwirtschaft, 1910
- Die Nahrungsmittelbeschaffung durch die deutsche Landwirtschaft, 1917
- Die Wirtschaftsberatung in den landwirtschaftlichen Betrieben. In: Deutsche Landwirtschaftliche Presse, 1927. Nr. 33.
- Die Düngung und ihre Eingliederung in den landwirtschaftlichen Betrieb, 1928
- Die natürliche Fortentwicklung der deutschen Volkswirtschaft auf der Grundlage des rechten Verhältnisses zwischen Landvolk und Stadtvolk, 1929
- Die Preisbildung des Grund und Bodens der landwirtschaftlichen Erzeugnisse und Erzeugungsmittel, 1930
- IV. Die Anwendung der künstlichen Düngemittel. In: Franz Honcamp (Hrsg.): Handbuch der Pflanzenernährung und Düngerlehre, 2 Bde., Verlag Julius Springer Berlin 1931, Band 2, S. 666–695
- V.1. Die Düngung der Hackfrüchte. In: Franz Honcamp (Hrsg.): Handbuch der Pflanzenernährung und Düngerlehre, 2 Bde., Verlag Julius Springer Berlin 1931, Band 2, S. 696–710
- V.2. Die Düngung der Getreidearten. In: Franz Honcamp (Hrsg.): Handbuch der Pflanzenernährung und Düngerlehre, 2 Bde., Verlag Julius Springer Berlin 1931, Band 2, S. 711–720
- V.3. Die Düngung der Hülsenfrüchte. In: Franz Honcamp (Hrsg.): Handbuch der Pflanzenernährung und Düngerlehre, 2 Bde., Verlag Julius Springer Berlin 1931, Band 2, S. 720–725
- V.4. Die Düngung der Ölfrüchte und Gespinstpflanzen. In: Franz Honcamp (Hrsg.): Handbuch der Pflanzenernährung und Düngerlehre, 2 Bde., Verlag Julius Springer Berlin 1931, Band 2, S. 725–727
- V.5. Die Düngung der Wiesen und Weiden. In: Franz Honcamp (Hrsg.): Handbuch der Pflanzenernährung und Düngerlehre, 2 Bde., Verlag Julius Springer Berlin 1931, Band 2, S. 727–736
- V.10.a) Die Aufstellung des Düngeplanes. In: Franz Honcamp (Hrsg.): Handbuch der Pflanzenernährung und Düngerlehre, 2 Bde., Verlag Julius Springer Berlin 1931, Band 2, S. 798–706
- Der wirtschaftliche Wendepunkt von 1932, 1932
- Die Verbilligung der landwirtschaftlichen Erzeugung mit Hilfe des künstlichen Düngers. In: Zeitschrift für Pflanzenernährung, Düngung, Bodenkunde, Band 11, 1932, Heft 13–15, S. 204–214.
- Johann Heinrich von Thünen. In: Mecklenburgische Monatshefte, Band 8, 1932, Heft 11, S. 532–533.